# Сан-Пьетро (остров)
Сан-Пье́тро (итал. Isola di San Pietro) — остров в Средиземном море. Территория Италии. Входит в состав коммуны Карлофорте провинции Карбония-Иглезиас (область Сардиния). Площадь — 51 км². Население — 6488 (2004).

## География
Остров расположен примерно в 7 км от юго-западного побережья Сардинии.

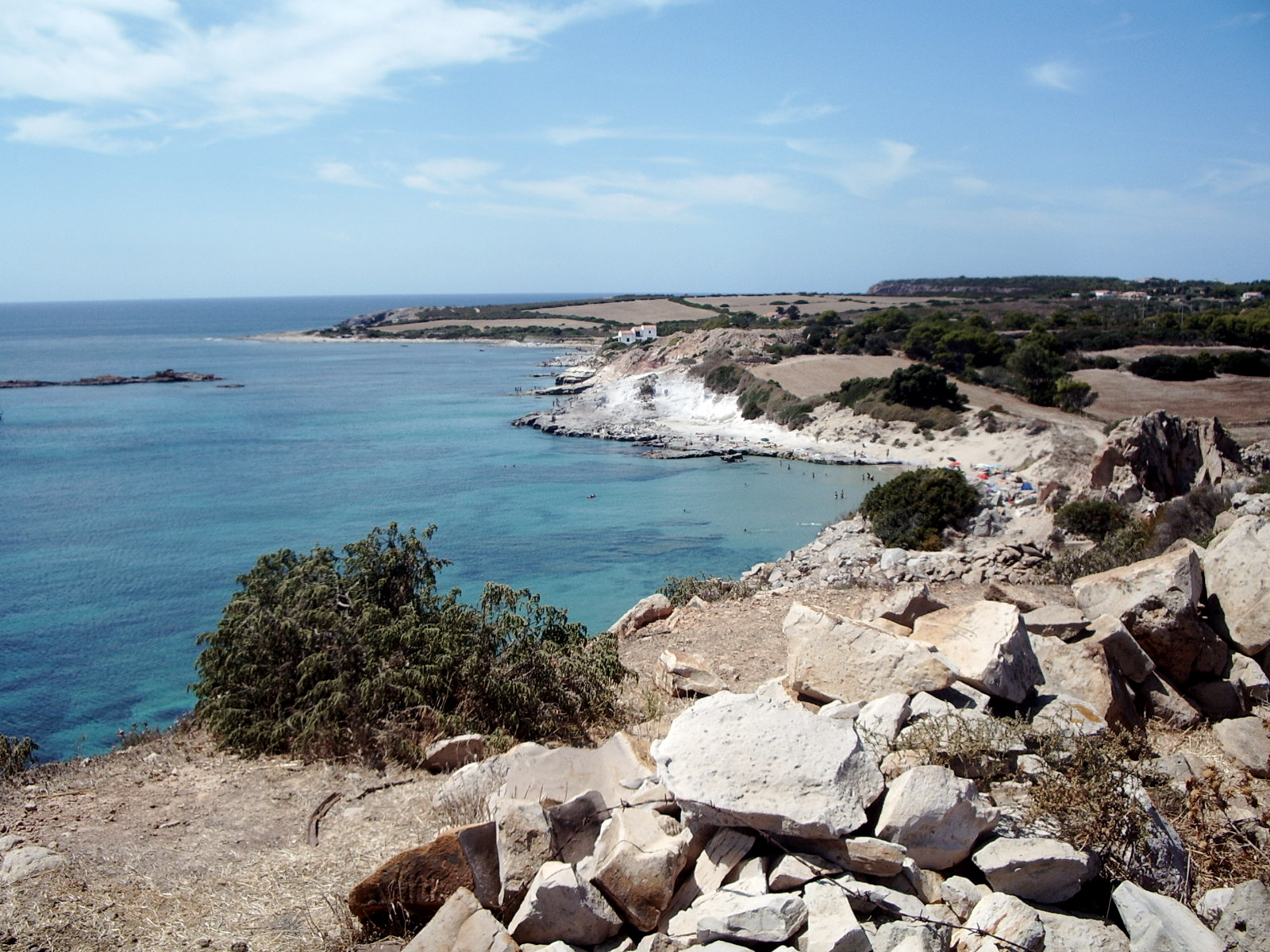
Южный берег острова

Происхождение острова вулканическое. Берега скалистые, на западной и северной частях острова есть несколько естественных гротов и гаваней с небольшими пляжами. Восточный берег песчаный. Реки отсутствуют. Рельеф холмистый, наивысшая точка — 211 м над уровнем моря (Гуардия деи Мори, итал. Guardia dei Mori).
Главный город Карлофорте на восточном берегу. Связан регулярным паромным сообщением с городами Портовесме на острове Сардиния и Каласетта на острове Сант-Антиоко.

## Растительность
Растительность — типичная для Средиземноморья: ладанник, мастиковое дерево, земляничное дерево, можжевельник, алеппская сосна, падуболистный дуб. Культивируют виноград, фиговое дерево, индейскую смокву.

## История

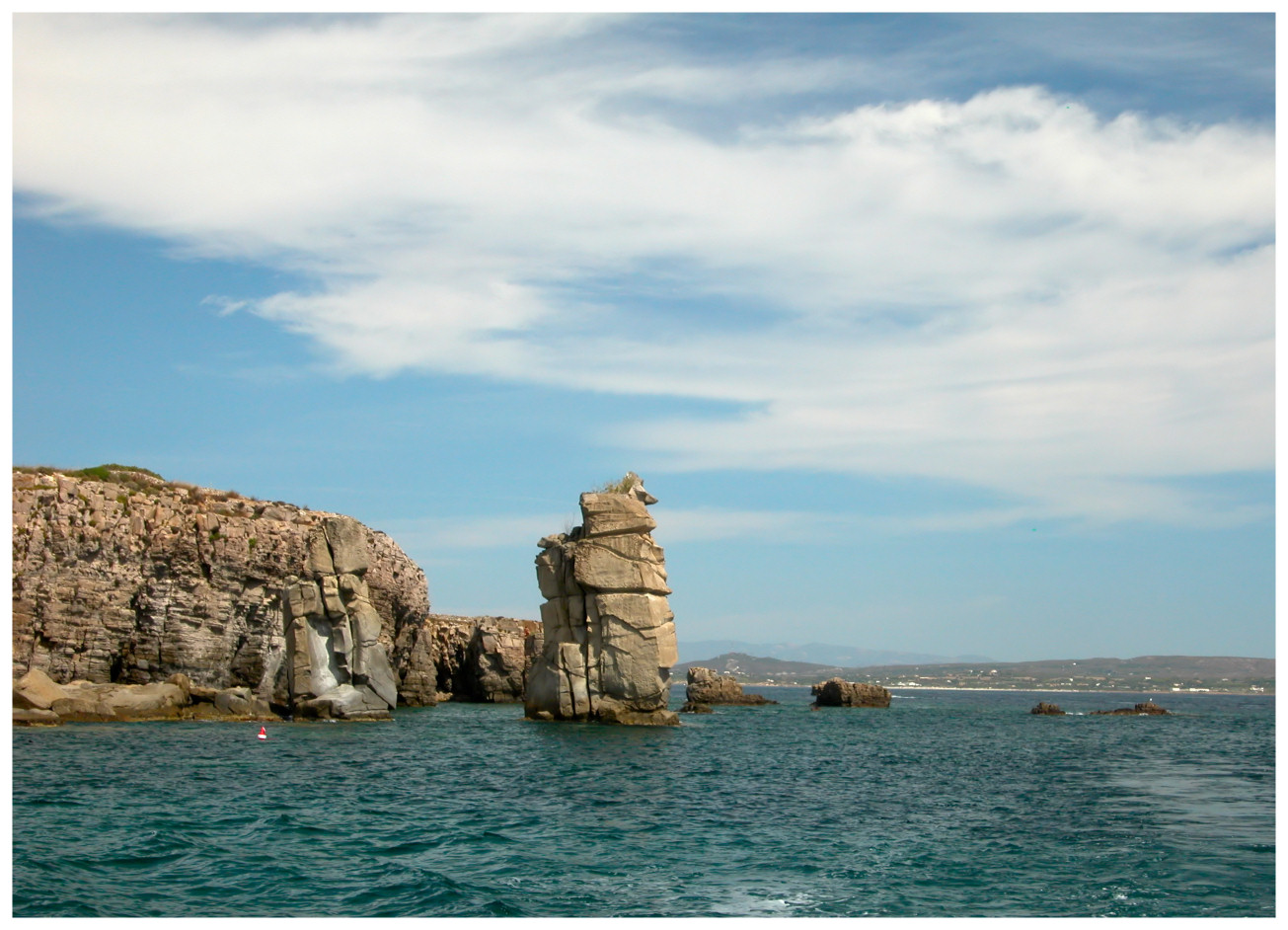
Т. н. «столбы Карлофорте» («Le Colonne di Carloforte»)

Остров известен с древних времён. Финикийцы назвали его Enosim, греки — Ιεραχων νησος, римляне — Accipitrum Insula. Название связано с обитавшими на острове соколами Элеоноры (лат. Falco eleonorae), которые водятся на острове по сей день.
По легенде святой Пётр посетил остров в 46 году, отсюда его современное название.
В XVIII веке остров был заселён колонистами родом из Лигурии, прибывшими на остров из тунисского города Табарка. Сегодня большинство населения острова говорит на диалекте лигурского языка, называемом «табаркино» (итал. tabarchino).